# Turbonilla secura
Turbonilla secura is een slakkensoort uit de familie van de Pyramidellidae. De wetenschappelijke naam van de soort is voor het eerst geldig gepubliceerd in 1906 door Dall & Bartsch.